# 上田市立丸子北中学校
上田市立丸子北中学校（うえだしりつまるこきたちゅうがっこう）は長野県上田市に所在する公立中学校。

## 概要
上田市の旧・小県郡丸子町地区の北部地域の小学校を（上田市立丸子北小学校・上田市立塩川小学校）学区としている。依田川の下流域にあたるため組合立から丸子町立初期の校名は「依田川中学校」だった。

## 歴史
- 1947年 - 学制改革の第1段階（6・3制）実施により村立依田・村立長瀬・村立塩川の3小学校に併設中学校設置。
- 1954年 - 村立依田・村立長瀬両中学校が現在地に統合校舎を完成されたことにより統合。依田村・長瀬村組合立依田川中学校として発足。
- 1955年 - 依田村・長瀬村両村が丸子町に編入される。丸子町立依田川中学校と改称。
- 1956年 - 塩川村が丸子町に編入される。村立塩川中学校は丸子町立となる。
- 1958年 - 塩川中学校が丸子町立丸子中学校に統合される。
- 1960年 - 塩川小学校卒業生の入学開始。丸子中学校からの同地区移管開始。
- 1962年 - 塩川小学校卒業生の丸子中学校登校が終了。これにより塩川小学校が完全に学区に加えられる。
- 1967年 - 丸子町立丸子北中学校と改称。
- 1973年 - 依田小学校・長瀬小学校が統合されて丸子北小学校発足も学区は不変。
- 2006年 - 丸子町が新設合併により上田市丸子地区となる。上田市立丸子北中学校と改称。

## 通学区域
- 丸子北小学校、塩川小学校の通学区域[1]

## 進学前小学校
- 上田市立丸子北小学校[1]
- 上田市立塩川小学校[1]

## 校区内の主な施設
- 上田市立丸子北小学校
- 上田市立塩川小学校
- 上田市丸子北部体育館

## 著名な出身者
- 今井胡桃 - プロスノーボーダー
- 西沢一希 - プロ野球審判員